# Фирсов, Леонид Александрович
Леони́д Алекса́ндрович Фи́рсов (1920—2006) — советский и российский приматолог, этолог, доктор медицинских наук, профессор, руководил лабораторией физиологии поведения приматов в Институте физиологии им. И. П. Павлова АН СССР.

## Биография
Родился в 1920 году. Ветеран Великой Отечественной войны, был хирургом в действующей армии (1941—1945).
- 1938 — начало учёбы на лечебном факультете 2-го Ленинградского медицинского института
- 1947—1950 — аспирантура АМН СССР, работа у академика Л. А. Орбели
- 1952 — защитил кандидатскую диссертацию «Влияние экстеро- и интроцептивных раздражителей на электрическую активность мозжечка»
- 1963 — возглавил группу по исследованию поведения обезьян в рамках Лаборатории физиологии высшей нервной деятельности
- 1973 — защитил диссертацию на соискание степени доктора медицинских наук по материалам монографии «Память у антропоидов. Физиологический анализ».[2]
- 1976 — Группа физиологии ВНД обезьян преобразуется в Лабораторию физиологии поведения приматов
- 1995 — возглавил Санкт-Петербургский Приматологический центр на базе Ленинградского зоопарка.[1]

Предложил экспериментальную модель, направленную на изучение взаимодействия условнорефлекторной и образной памяти, исследовал функции обобщения и группового поведения у обезьян. Для подробного изучения этих особенностей поведения в группе, а также их питания и гнездостроения в природных условиях организовал несколько экспедиций с вывозом обезьян на острова Псковской и Ленинградской области. Здесь он проводил уникальные эксперименты по акклиматизации шимпанзе и других обезьян в условиях северо-запада нашей страны. Л. А. Фирсов  экспериментально обосновал положения о третьем (подражательном) механизме поведения, о первичных и вторичных процессах научения, сформулировал мнестическую гипотезу поведения, предложил новую классификацию систем языков — форм отражения у шимпанзе.

## Труды
Автор более 200 публикаций.

### Фильмы
Инициатор создания, автор и соавтор многих научно-популярных документальных фильмов, среди них:
- «Обезьяний остров» (к/ст. «Леннаучфильм», Л. Фирсов, В. Лозовский, И. Войтенко, 1974)
- «Косматые Робинзоны» (к/ст. «Леннаучфильм», Л. Фирсов, Ю. Дмитриев, И. Войтенко, 1977)
- «Бой, Лель, Чингис и другие» (к/ст. «Леннаучфильм», Л. Фирсов, В. Лозовский, А. Ерин, 1979)
- «Кто есть кто?» (к/ст. «Центрнаучфильм», Л. Фирсов, А. Згуриди, Ю. Дмитриев, А. Беленький, 1982)
- «Делай как мы» (к/ст. «Леннаучфильм», Л. Фирсов, Т. Иовлева, науч. конс. академик РАН В. Свидерский, 1996)
- «Графический язык обезьян» (Л. Фирсов, реж.-опер. М.Солдатенков), 2002 г.
- «Найденное звено» (Л. Фирсов, В. Лозовский, 2003)
- «Путь к открытию» (В. Лозовский, Л.Фирсов, Н. Борисова, 2003)
- «Экспериментальное моделирование мотивации поведения у человекообразных обезьян» (Л. А. Фирсов)
- «Физиологическое изучение голосовой сигнализации у человекообразных обезьян» (Л. А. Фирсов)

### Книги
- Л. А. Фирсов. «Физиологическое изучение голосовых реакций у высших и низших обезьян» (1964)
- Л. А. Фирсов. «Память у антропоидов». — Л.: Наука, 1972 — 230 с.
- Л. А. Фирсов при участии Ю. И. Левковича и Л. В. Кузьминой "Поведение антропоидов в природных условиях», 1977 (2 изд. — Издательство: Красанд, 2010—168 с. ISBN 978-5-396-00226-5)
- Л. А. Фирсов, А. М. Чиженков. «Очерки физиологической психологии». — СПБ, "Астер-Х, 2003 г. — 200с.
- Л. А. Фирсов, А. М. Чиженков. «Эволюция интеллекта». — СПБ, «Астер-Х». — 124 с.

### Некоторые статьи
- Л. А. Фирсов. 1983. Довербальный язык обезьян. Журн. эвол. биохим. и физиол., Т. 19, вып. 4, с. 381—389.
- Л. А. Фирсов. 1993. По следам Маугли? В кн.: Язык в океане языков. Новосибирск: Сибирский хронограф, с. 44–59.